# 国境駅 (咸鏡北道)
国境駅（국경역、クッキョンえき）は朝鮮民主主義人民共和国咸鏡北道穏城郡に位置する朝鮮民主主義人民共和国鉄道省南陽国境線の鉄道駅である。

## 隣の駅
朝鮮民主主義人民共和国鉄道省
南陽国境線
南陽駅 - 国境駅 - 図們駅